# اقونیطون ارسبارانی
اقونیطون ارسبارانی (نام علمی: Aconitum pubiceps) نام یک گونه از سرده اقونیطون است.